# 三大革命运动
1963年，中国共产党中央委员会主席毛泽东在《人的正确思想是从哪里来的？》中将人类实践活动概括为“生产斗争”、“阶级斗争”和“科学实验”，后来这三项就被称为三大革命运动。毛泽东认为：“阶级斗争、生产斗争和科学实验，是建设社会主义强大国家的三项伟大革命运动，是使共产党人免除官僚主义、避免修正主义和教条主义，永远立于不败之地的确实保证，是使无产阶级能够和广大劳动群众联合起来，实行民主专政的可靠保证。”这些口号，在文化大革命期间被大力宣传，广为流行。在当时的出版物，产品说明乃至个人报告里，“在三大革命（运动）的实践中……”几乎是一种固定格式的套路化语言。
到1976年毛泽东逝世，粉碎四人帮，文化大革命结束，“三大革命”口号中的“阶级斗争”等理论不再符合官方主流观点，此提法逐渐淡出中国民众视野。
文化大革命后的中学历史教材谈及文化大革命和相关历史，几乎从不提及“三大革命运动”，以至80年以后出生的中国人很少能准确叙述“三大革命运动”的具体内容。